# Rolf Büttiker

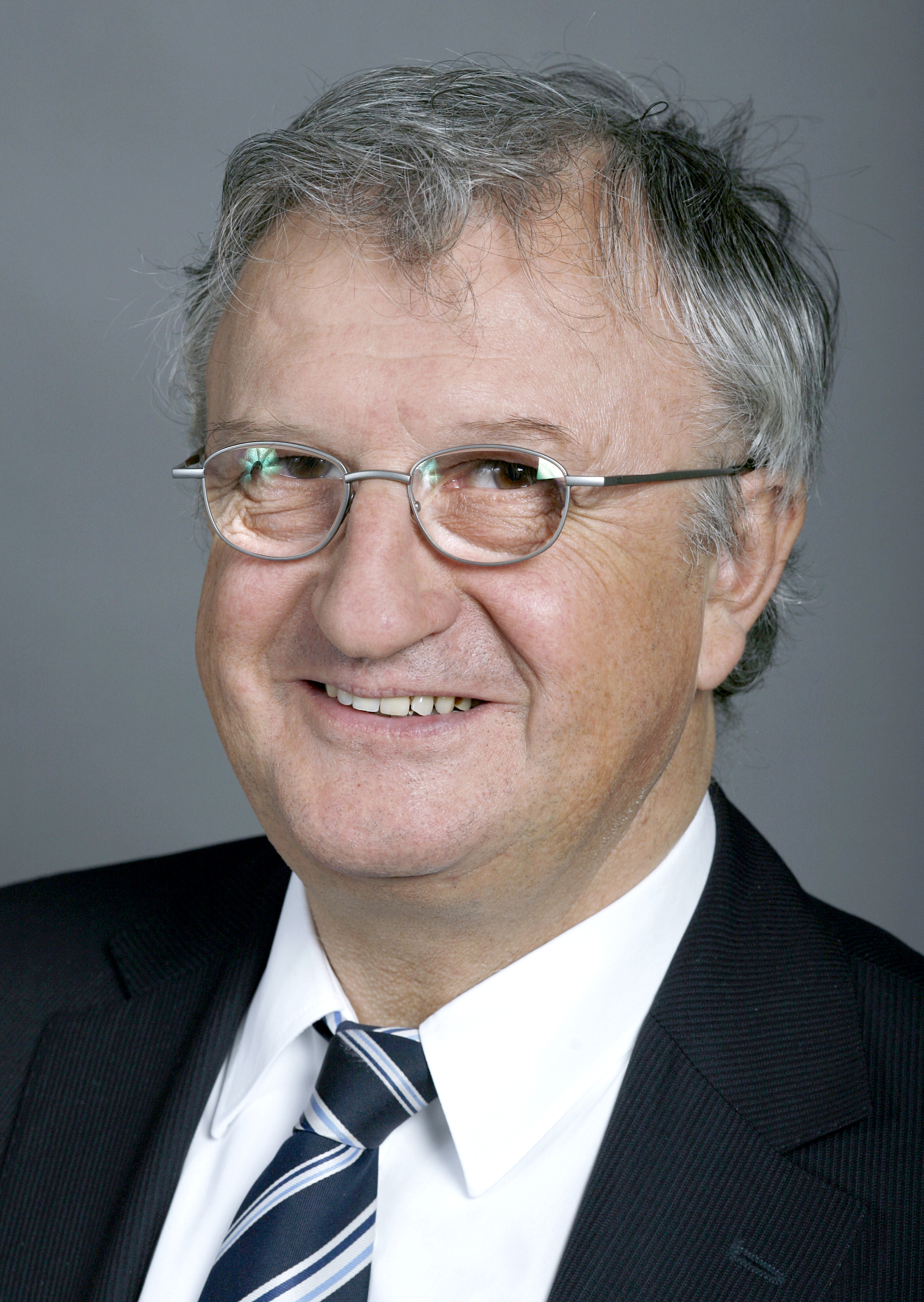
Rolf Büttiker

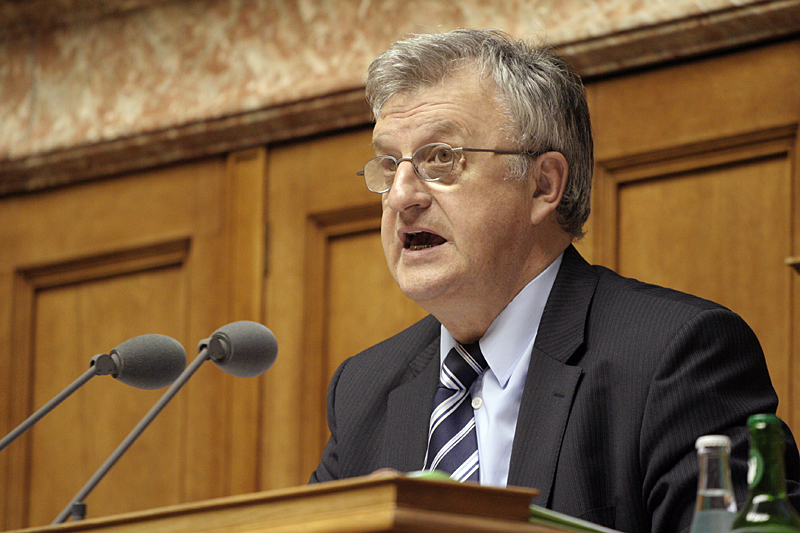
Ansprache an der Konferenz der Vereinigung der Europäischen Senate (2006)

Rolf Büttiker (* 27. Juni 1950 in Wolfwil) ist ein Schweizer Politiker (FDP).

## Biografie
Büttiker besitzt die in Olten ansässige «Wirtschaftsförderung Büttiker» und war unter anderem Präsident des Schweizer Fleisch-Fachverbandes (SFF), der Schweizerischen Kaderorganisationen (SKO), des Swiss Shippers’ Council (SSC), des Verbands Kompostwerke Schweiz (VKS) und der öffentlich-rechtlichen AHV-Ausgleichskasse 34 «Metzger». Eines seiner politischen Ziele ist die Erhaltung des Schweizer Cervelats.
Büttiker ist oder war Mitglied zahlreicher Verwaltungsräte, Vereinsvorstände und Stiftungsräte, vom 10. Januar 2003 bis 27. Juli 2012 war er Mitglied des Verwaltungsrates der Kernkraftwerk Leibstadt AG.
Rolf Büttiker ist ledig und wohnt in Wolfwil.

## Politik
Rolf Büttiker war von 1977 bis 2001 Gemeinderat (Exekutive) und von 1985 bis 2001 Gemeindepräsident seiner Heimatgemeinde Wolfwil. Zudem war er von 1990 bis 1999 Präsident der FDP Kanton Solothurn.
1987 wurde Büttiker in den Nationalrat gewählt. Bereits nach einer Legislaturperiode wurde er 1991 Mitglied des Ständerats. 1995, 1999, 2003 und 2007 wurde er wiedergewählt, 2011 trat er nicht mehr zur Wiederwahl an. Den Höhepunkt seiner politischen Karriere erlebte er im Jahr 2005, als er mit 43 von 44 Stimmen zum Ständeratspräsidenten 2006 gewählt wurde. Zu diesem Anlass wurde ihm das Ehrenbürgerrecht von Wolfwil verliehen. Zuletzt war er im Ständerat in der Kommission für Verkehr und Fernmeldewesen, der Staatspolitischen Kommission, der Kommission für Umwelt, Raumplanung und Energie sowie in der NEAT-Aufsichtsdelegation V.